# Campeonato de Francia de Rugby 15 1912-13
El Campeonato de Francia de Rugby 15 1912-13 fue la 22.ª edición del Campeonato francés de rugby, la principal competencia del rugby galo.
El campeón del torneo fue el equipo de Bayonne quienes obtuvieron su primer campeonato.

## Desarrollo

### Cuartos de final
| 16 de marzo de 1913 | Bayonne | 38 - 0 | Périgueux |  |  |

| 16 de marzo de 1913 | Stade Bordelais | 3 - 0 | Toulouse |  |  |

| 16 de marzo de 1913 | SCUF París | 8 - 3 | Stade Nantais |  |  |

| 16 de marzo de 1913 | Perpignan | 18 - 8 | Compiègne |  |  |

### Semifinal
| 6 de abril de 1913 | Bayonne | 9 - 0 | Stade Bordelais |  |  |

| 6 de abril de 1913 | SCUF Paris | 3 - 0 | Perpignan |  |  |

### Final
| 20 de abril de 1913 | Bayonne | 31 - 8 | SCUF París | Stade du Matin, Colombes |  |

| Bandera de Francia |
| Campeón Bayonne    |
| Primer título      |